# Catocala elocata
Catocala elocata là một loài bướm đêm thuộc họ Noctuoidea. Loài này có ở Trung Âu, Nam Âu, Bắc Phi, Anatolia, Uzbekistan và Kazakhstan.
Ấu trùng ăn dương và liễu.

## Hình ảnh

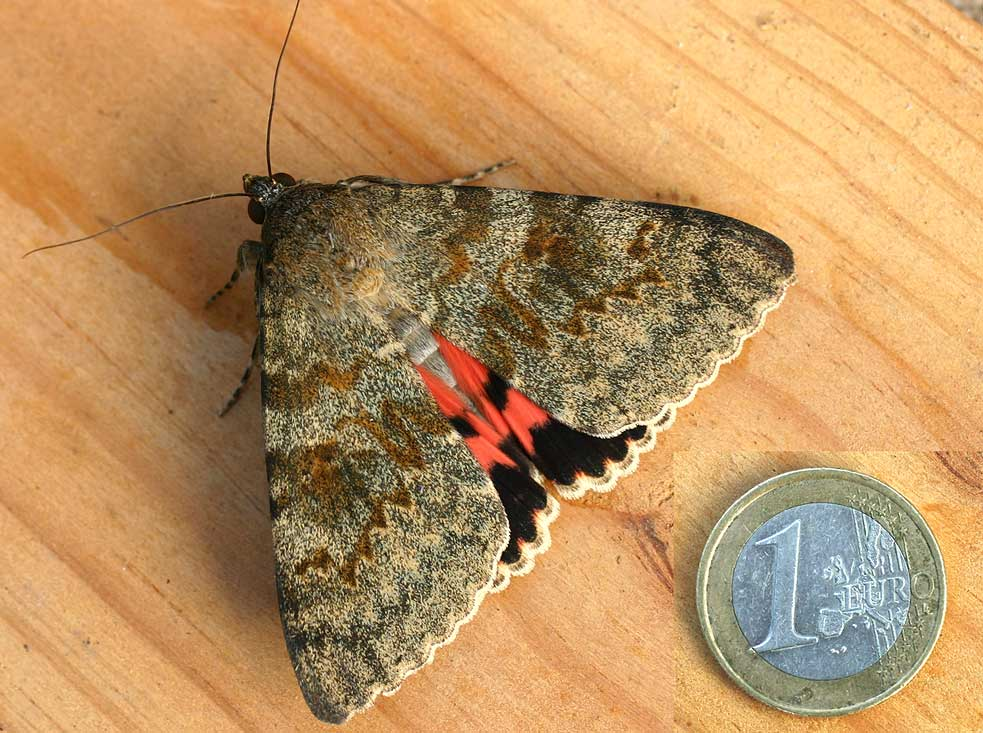
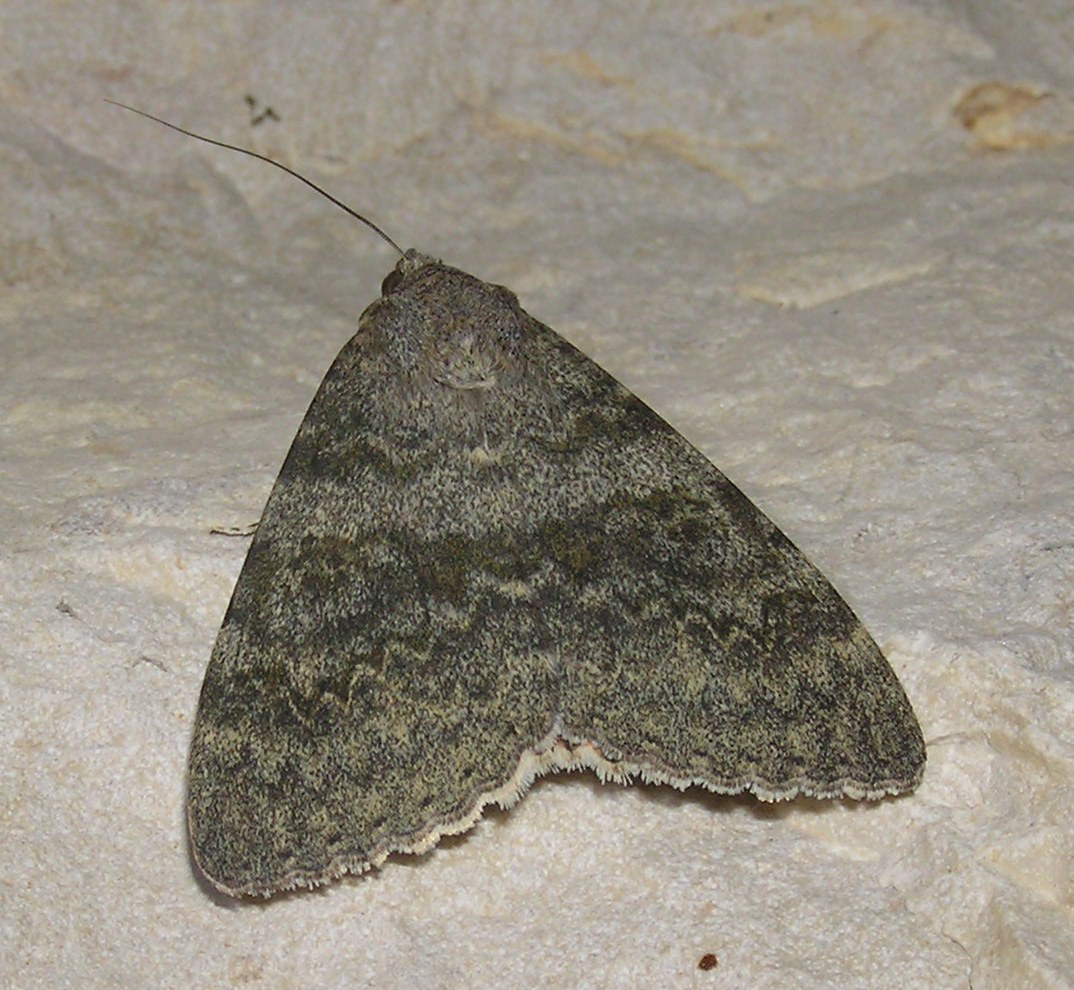
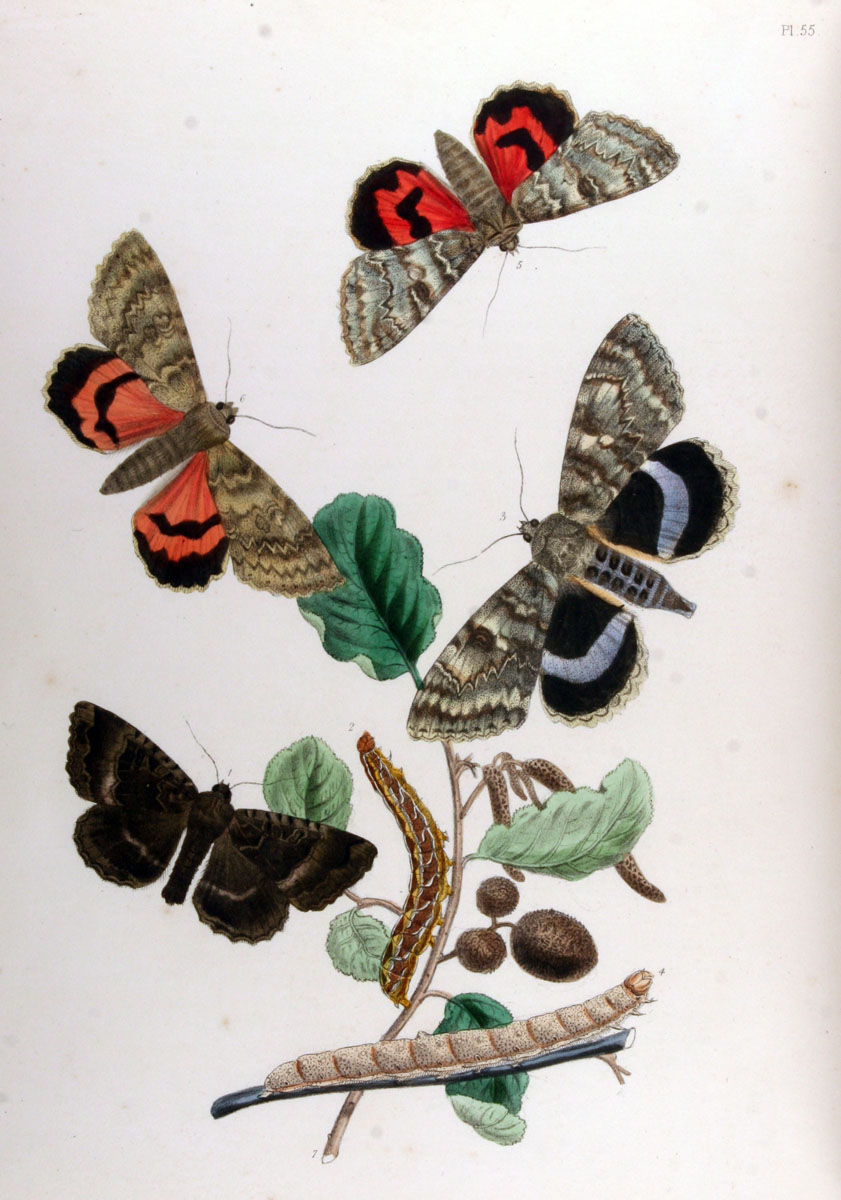
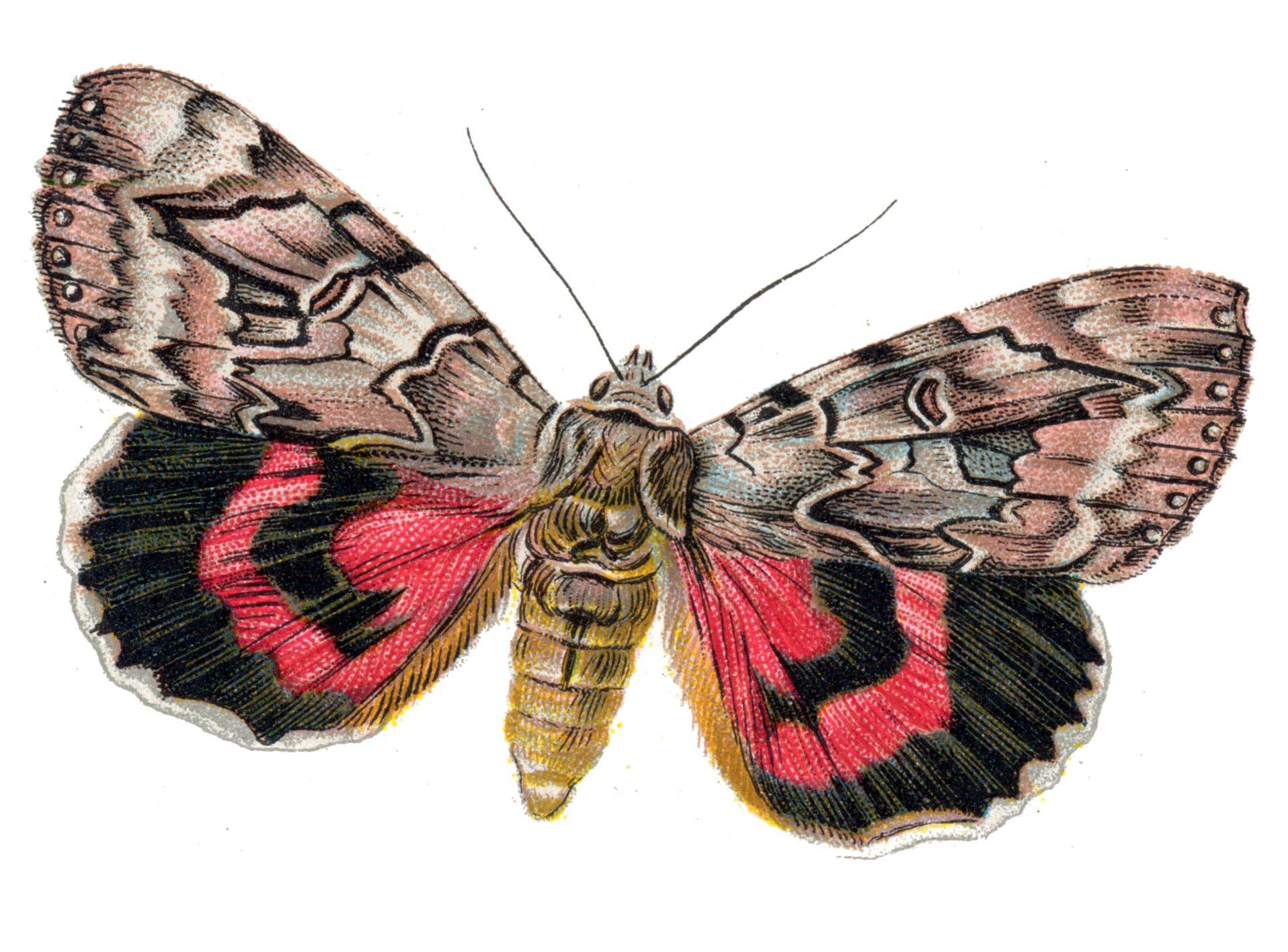